# 패류학

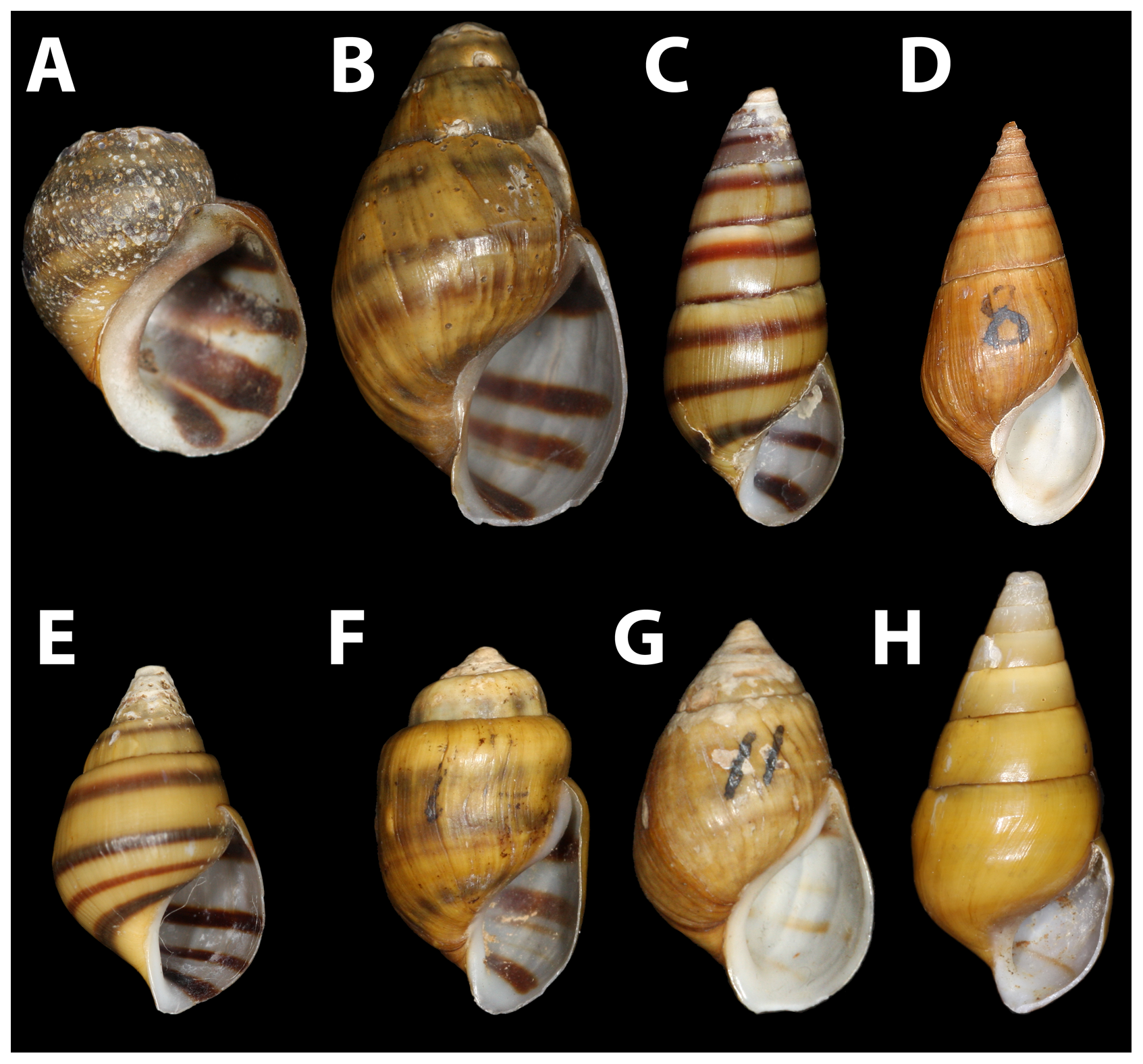
패류

패류학(貝類學)은 패류에 관한 걸 연구하는 학문이다.
연체 동물 껍질에 대한 연구이다. 패류학은 연체동물 연구인 연체동물학의 한 측면이다. 그러나 연체동물학은 연체 동물을 전체 유기체로 연구하는 반면 패류학은 껍질 연구에 국한된다. 여기에는 육지 및 민물 연체동물 껍데기뿐만 아니라 조개껍질에 대한 연구가 포함되며 복족류의 선개에 대한 연구까지 확장된다.
패류학은 유기체 형태학의 한 측면에만 의존하는 것이 오해의 소지가 있기 때문에 때때로 고풍스러운 연구로 간주된다. 그러나 껍데기는 종종 연체동물 분류학에 대한 최소한의 통찰력을 제공하며 역사적으로 껍데기는 종종 연구할 수 있는 외래 종의 유일한 부분이었다. 현재 박물관 소장품에서도 건조한 재료(껍질)가 알코올에 통째로 보존되는 재료의 양을 크게 초과하는 것이 일반적이다.
패류학자는 주로 복족류(달팽이), 쌍각류(조개), 다판강(키톤) 및 굴족류(엄니 껍질)의 네 가지 연체 동물 목을 다룬다. 앵무조개류를 제외하고 두족류는 작은 내부 껍질만 가지고 있다. 바다 민달팽이 나새류와 같은 일부 그룹은 껍질을 완전히 잃어버렸고 다른 그룹에서는 단백질 지지 구조로 대체되었다.

## 같이 보기
- 패총